# گوجشکا (استان سیلسیان)
گوجشکا (به لاتین: Godziszka) یک روستا در لهستان است که در گمینا بوچکوویتسه واقع شده‌است. گوجشکا ۲٬۲۰۷ نفر جمعیت دارد و ۴۵۰ متر بالاتر از سطح دریا واقع شده‌است.